# Pier Francesco Riccio
Pier Francesco Riccio, o Ricci (Prato, 10 dicembre 1501 – 17 febbraio 1564), è stato un funzionario, letterato e presbitero italiano.

## Biografia
Figlio di un certo Clemente di Nese, che Benvenuto Cellini definì bottaio nella sua Vita, fu precettore e poi segretario e maggiordomo di Cosimo I de' Medici. Prevosto del duomo di Prato, a cui offrì un generoso lascito, fu elogiato per le sue doti letterarie da vari eruditi dell'epoca, tra i quali Salvini, Benedetto Varchi e Ludovico Martelli. Giorgio Vasari, come lo stesso Cellini, lo descrisse come una persona insensibile alle arti e ingiusto nell'assegnare i favori del Duca di Firenze. Fu il committente che assegnò al Pontormo l'esecuzione degli affreschi del coro di San Lorenzo (1546-1556).